# Hennezel
Hennezel is een gemeente in het Franse departement Vosges (regio Grand Est) en telt 435 inwoners (2005). De plaats maakt deel uit van het arrondissement Épinal.

## Geografie
De oppervlakte van Hennezel bedraagt 32,2 km², de bevolkingsdichtheid is 13,5 inwoners per km².
De onderstaande kaart toont de ligging van Hennezel met de belangrijkste infrastructuur en aangrenzende gemeenten.

## Demografie
Onderstaande figuur toont het verloop van het inwonertal (bron: INSEE-tellingen).